# Ama (nurek)

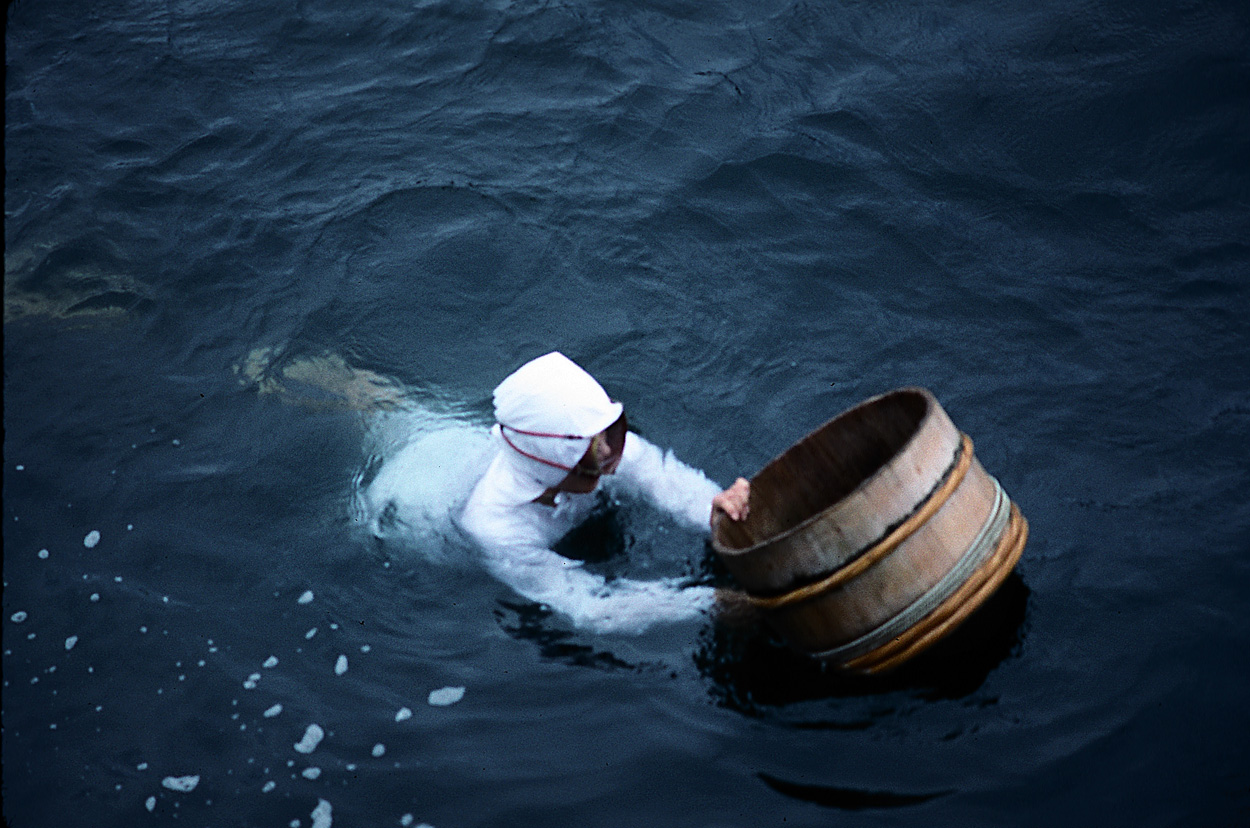
Ama

Ama (jap. 海人, 海士;  → nurek mężczyzna poławiający muszle, skorupiaki, wodorosty itp., 海女 ama, amame → nurek kobieta) – japońscy nurkowie znani głównie z poławiania pereł.

## Opis
Jest to zawód uprawiany prawie wyłącznie przez kobiety, którego tradycje sięgać mogą 2000 lat wstecz. Kobiety nurkują obecnie z płetwami, w maskach i skafandrach.  
Ama słyną z poławiania pereł, ale pierwotnie nurkowały w poszukiwaniu jedzenia: wodorostów, homarów, ośmiornic, jeżowców i ostryg. Ama uprawiają nurkowanie do późnego wieku, zazwyczaj wykonują także inną pracę zarobkową, najczęściej w rolnictwie.

## Perły Mikimoto
Pod koniec XIX wieku naukowiec Kōkichi Mikimoto (1858–1954) przeprowadził eksperymenty związane z tworzeniem pereł u małża o nazwie perłopław perłorodny (Pinctada martensii). W 1889 r. w zatoce Ago, w 1890 r. w zatoce Toba, a od 1893 r. na wyspie Tatoku (w zatoce Ago) założył ich hodowle, z których pozyskiwał początkowo perły półkoliste, a następnie okrągłe.
W swoim przedsięwzięciu korzystał z doświadczenia i pracowitości kobiet-poławiaczek ama.

## Galeria

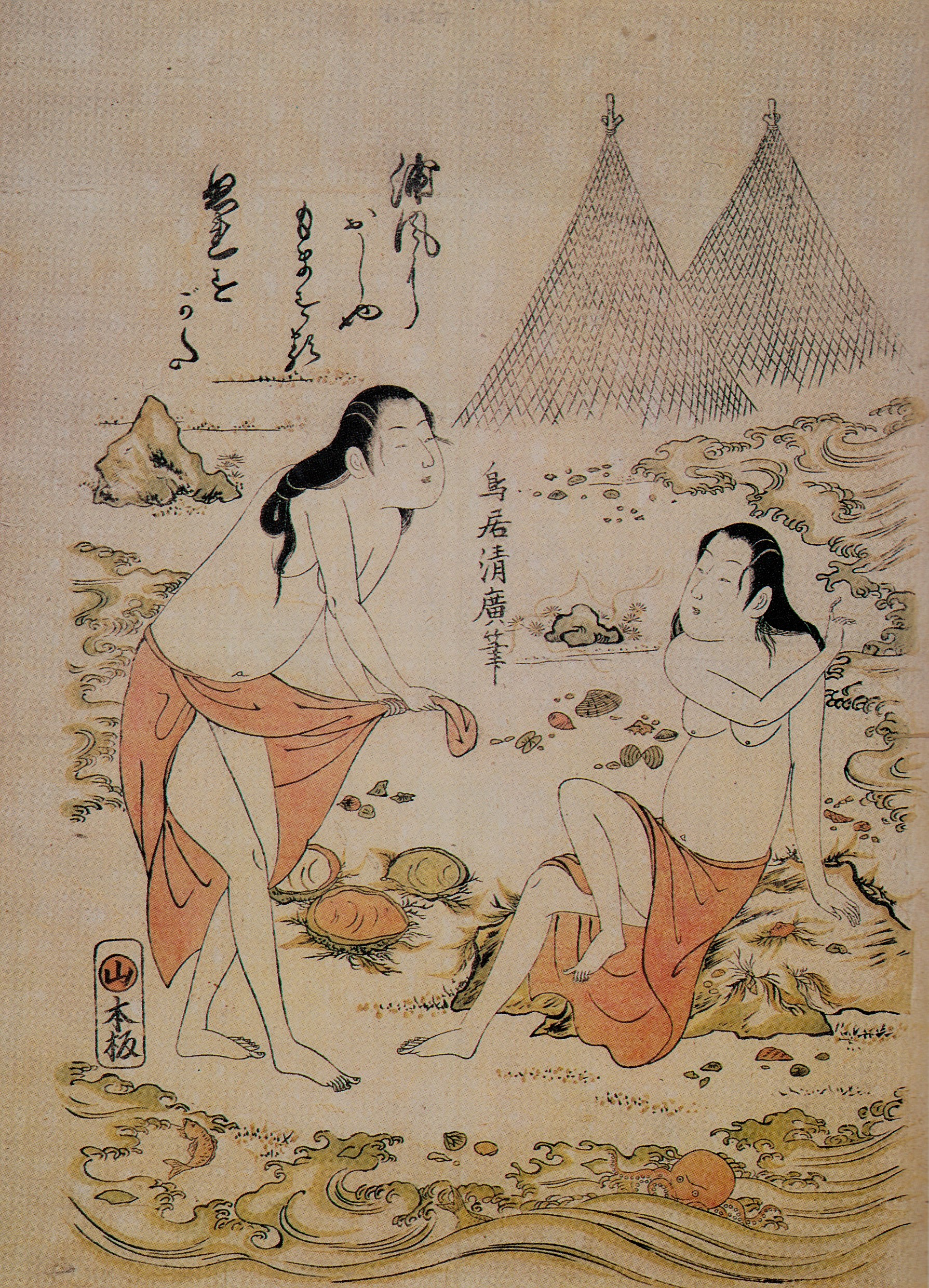
Kiyohiro Torii, Poławiaczki małży, początek XVIII w.
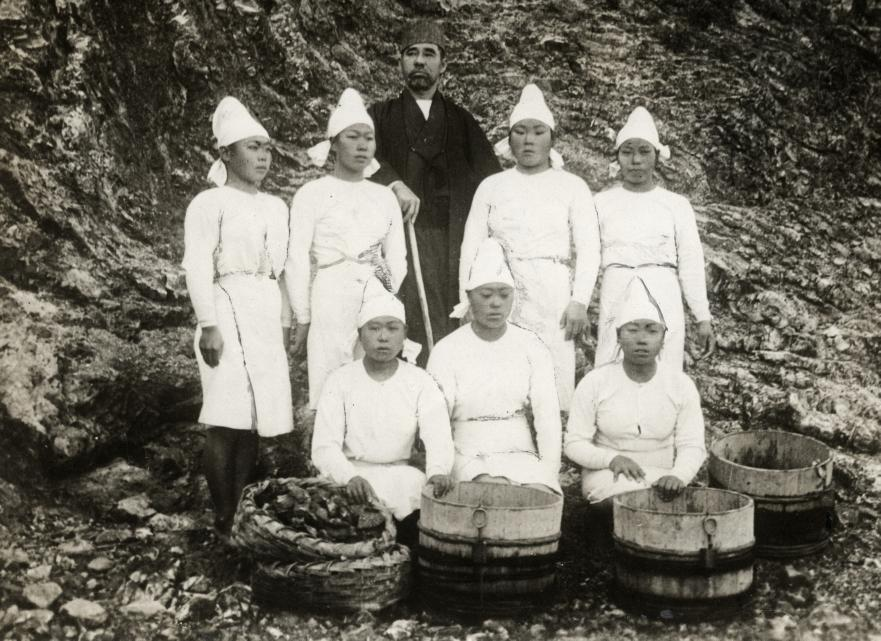
Kōkichi Mikimoto i poławiaczki pereł, 1921 r.
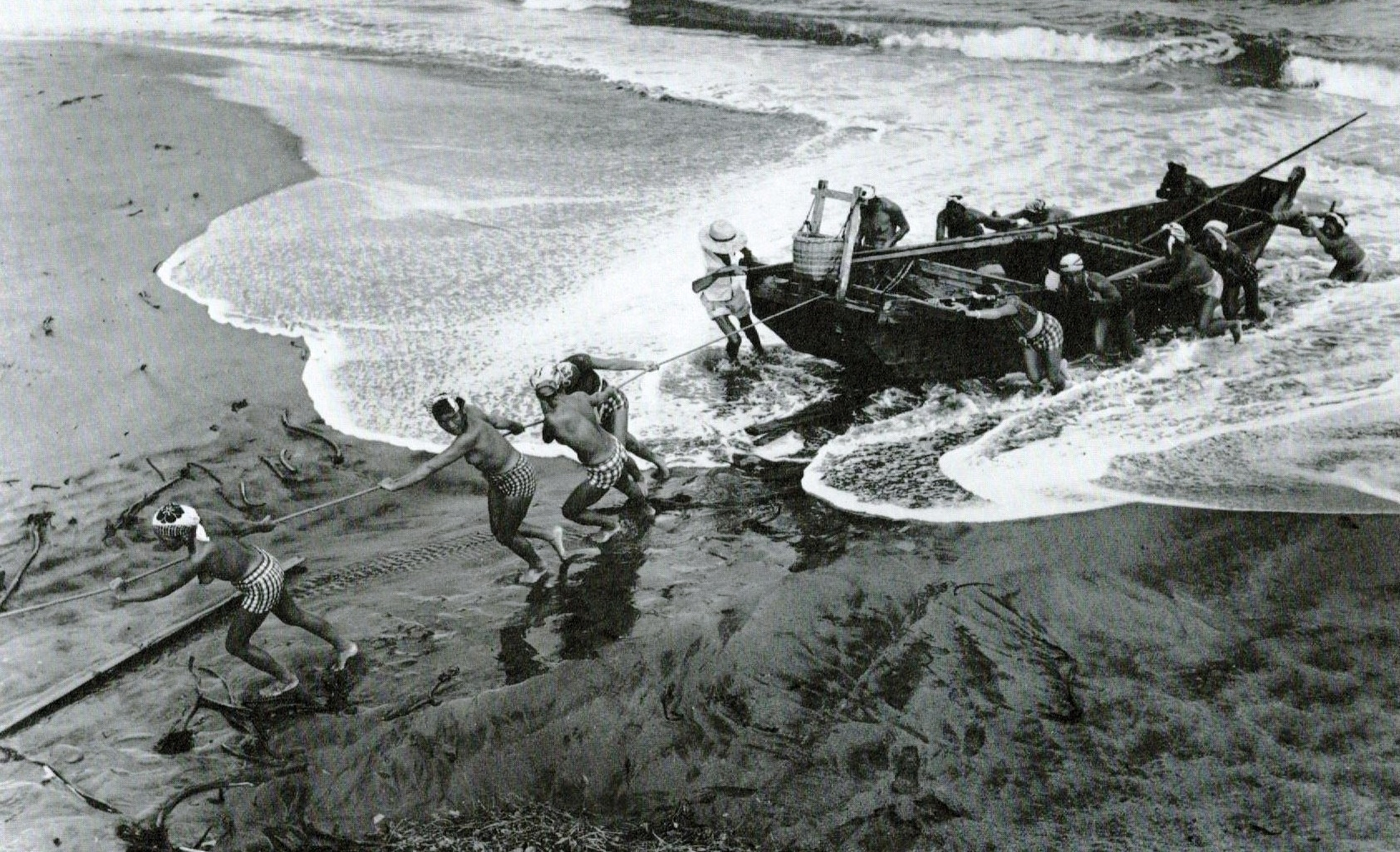
Ama w pracy, ok. 1950
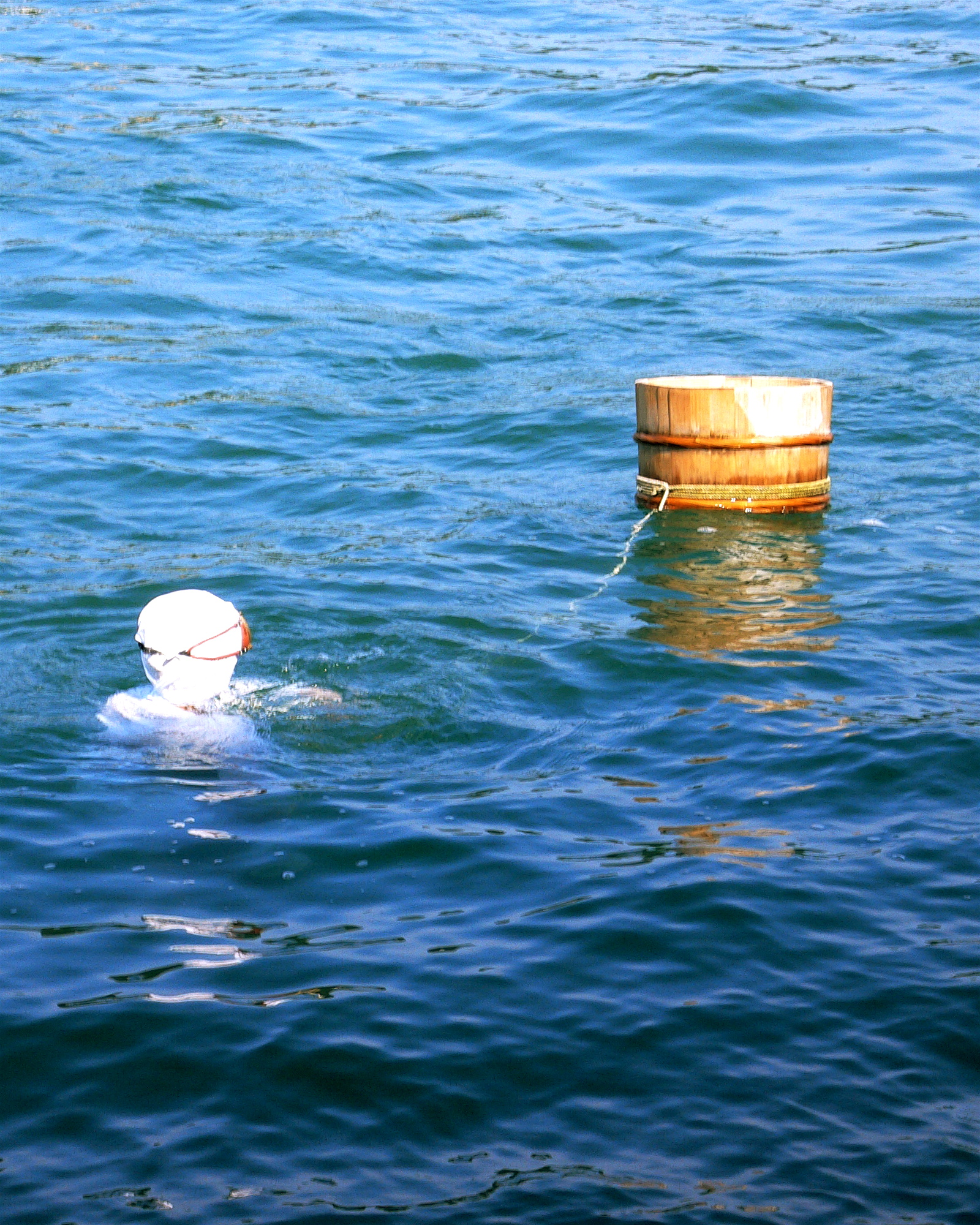
Ama z Mikimoto Pearl Island, zatoka Ise, prefektura Mie
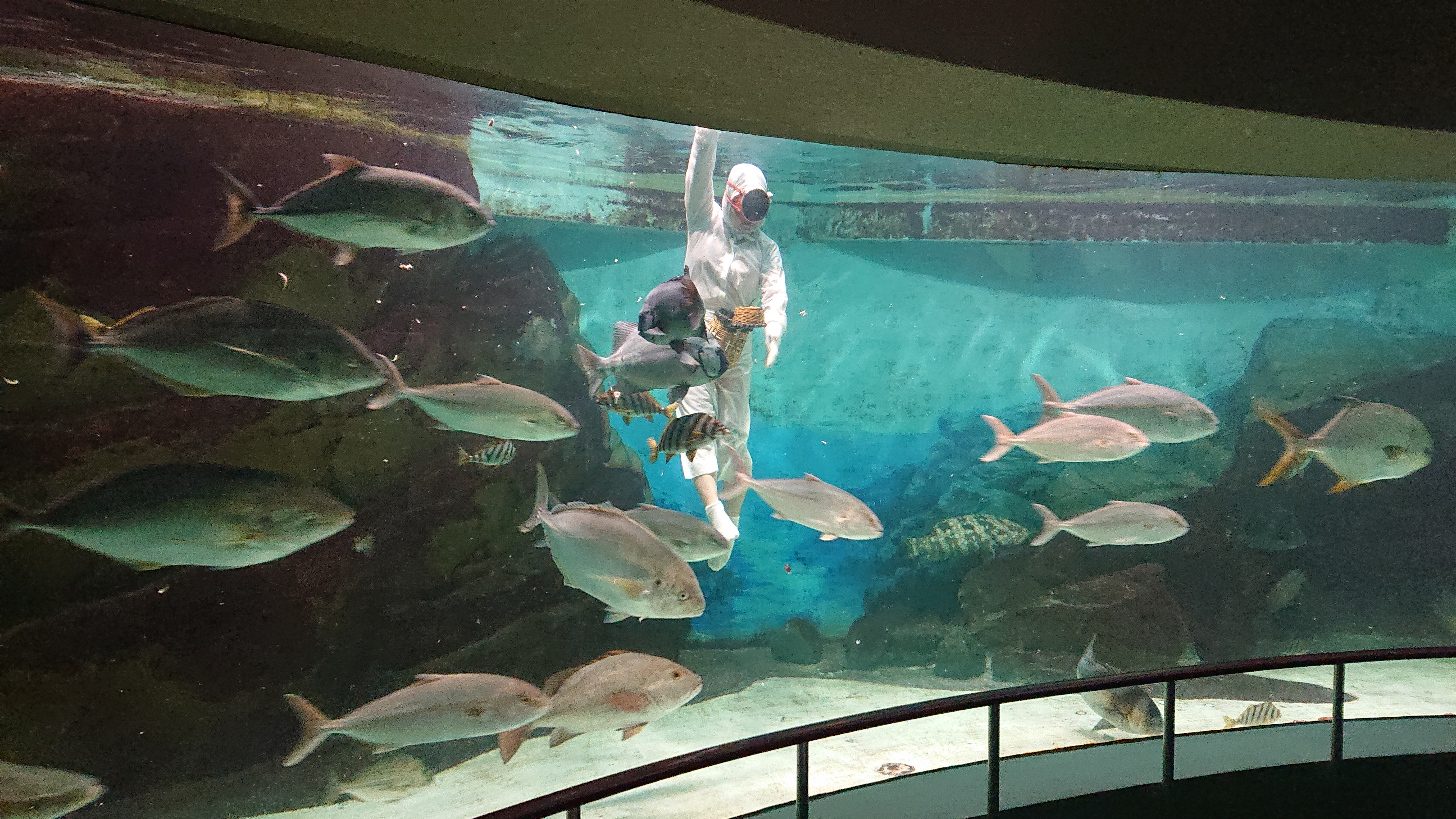
Pokaz dla turystów, Shima Marineland